# Rumäniens deputeradekammare
Rumäniens deputeradekammare är en av kamrarna i Rumäniens parlament. Parlamentet består även av senaten. Deputeradekammaren består sedan 2020 av 330 ledamöter, vilka väljs direkt genom allmänna val vart fjärde år. Utöver detta har varje nationell minoritetsgrupp rätt att vara representerad med ett parti som företräder gruppen.
Parlamentariskt arbete sker i 21 permanenta utskott.
Deputeradekammarens nuvarande talman är Ludovic Orban. Han valdes till posten den 22 december efter 16 timmars maratonmöte.. 

## Mandatfördelning

### 2016-2020
| Partigrupper                             | Mandat |
| ---------------------------------------- | ------ |
| Socialdemokratiska partiet               | 154    |
| Nationalliberala partiet                 | 69     |
| Unionen Rädda Rumänien                   | 30     |
| Ungerska demokratiska unionen i Rumänien | 21     |
| Alliansen liberaler och demokrater       | 17     |
| Folkrörelsepartiet                       | 17     |
| De nationella minoriteternas partigrupp  | 17     |
| Oberoende                                | 3      |

### 2012-2016[5]
| Partigrupper                             | Mandat |
| ---------------------------------------- | ------ |
| Socialdemokratiska partiet               | 181    |
| Nationalliberala partiet                 | 115    |
| Konservativa partiet                     | 26     |
| Ungerska demokratiska unionen i Rumänien | 17     |
| Grupul parlamentar Democrat şi Popular   | 11     |
| De nationella minoriteternas partigrupp  | 17     |
| Oberoende                                | 20     |